# Distretto municipale di Nanumba Nord
Il distretto municipale di Nanumba Nord  (ufficialmente Nanumba North Municipal District, in inglese) è un distretto della regione Settentrionale del Ghana.